# John Barrow (padre católico)
John Barrow (1735 - 1811) foi um padre católico romano no final dos tempos penais para os católicos ingleses.

## Biografia
Barrow era de uma família camponesa católica de Westby-in-the-Fylde . Seu tio, o padre Edward Barrow, era um padre jesuíta que servia em Wesby Hall e foi considerado um padre católico fora da lei em 1717. Barrow estudou no Colégio Inglês em Roma por sete anos, mas não foi ordenado imediatamente porque foi convocado para a Marinha Real em Portsmouth e serviu por cinco anos antes de desertar em Dunquerque. Ele foi absolvido pela corte marcial por fingir ser um orador italiano.
Ele retomou seus estudos para o sacerdócio em Douai, onde foi ordenado em 1766 e se tornou o padre na missão em Claughton em sua Lancashire natal, que tinha sido associada com a família Brockholes não- conformista. Ele permaneceu lá até sua morte. Ele foi enterrado na missão adjacente de New House.
Ele ampliou a igreja paroquial de Claughton, em 1794, melhorou as estradas como supervisor de município e negociou com Sir Edward Smythe a troca do terreno pelo Ushaw College. Embora seu nome esteja na lista de escritores Douai, embora nenhuma descrição de sua escrita seja registrada. É provável que ele tenha contribuído para a controvérsia do Comitê Católico. Foi elogiado pelo Cardeal Secretário de Estado por sua lealdade católica e seu zelo pela causa da Santa Sé.